# Sturm 27
Sturm 27 war als Unterorganisation der Kameradschaft Hauptvolk einer rechtsextremen Vereinigung im Land Brandenburg. Die Gruppe, die ab März 2001 unter dem Namen „Kameradschaft Rathenow“ (II.) bekannt war, trat erstmals im Jahr 2003 in Anlehnung an NS-Organisationen unter dem Namen in Erscheinung.
Der am 6. April 2005 bestätigte Verbotsantrag des Brandenburger Innenministerium gegen die Kameradschaft „Hauptvolk“ und den „Sturm 27“ wurde am 12. April 2005 vollstreckt. 41 Objekte von 39 (Neo)nazis wurden in den Ländern Brandenburg, Sachsen-Anhalt, Niedersachsen und Schleswig-Holstein durchsucht und mehrere tausend Asservate beschlagnahmt.

## Quelle
- Pressemitteilung Ministerium des Inneren, Land Brandenburg
- westhavelland.antifa.net